# Файстауэр, Антон
Антон Файстауэр (нем. Anton Faistauer; 14 февраля 1887, Санкт-Мартин-Лофер, Зальцбург Австрийская империя — 13 февраля 1930, Вена) — австрийский художник, педагог, профессор живописи (с 1926). Представитель «экспрессивного колоризма». Наряду с Георгом Юнгом считается одним из важнейших представителей стиля модерн в австрийской живописи.

## Биография
Родился в крестьянской семье. С детства хотел принять монашество. В 1904—1906 годах брал частные уроки рисования, с 1906 по 1909 обучался в венской Академии изобразительных искусств у Кристиана Грипенкерля.
В 1909 году вместе с группой художников, в числе которых были Эгон Шиле, Антон Колиг и другие, основал группу Neukunstgruppe, целью которой была борьба с консерватизмом в живописи.
В 1909—1912 совершил поездку в Тичино (Швейцария), Северную Италию и Берлин.
С 1919 жил и работал в Зальцбурге, а с 1926 — в Вене, где стал участником создания Hagenbund, венского движения австрийских художников.

## Творчество
Антон Файстауэр — один из виднейших представителей австрийского модернизма. В межвоенный период стал популярным благодаря своим выставкам в Германии и Будапеште.
В 1923 опубликовал собственную программу развития искусства под названием «Новая живопись в Австрии».

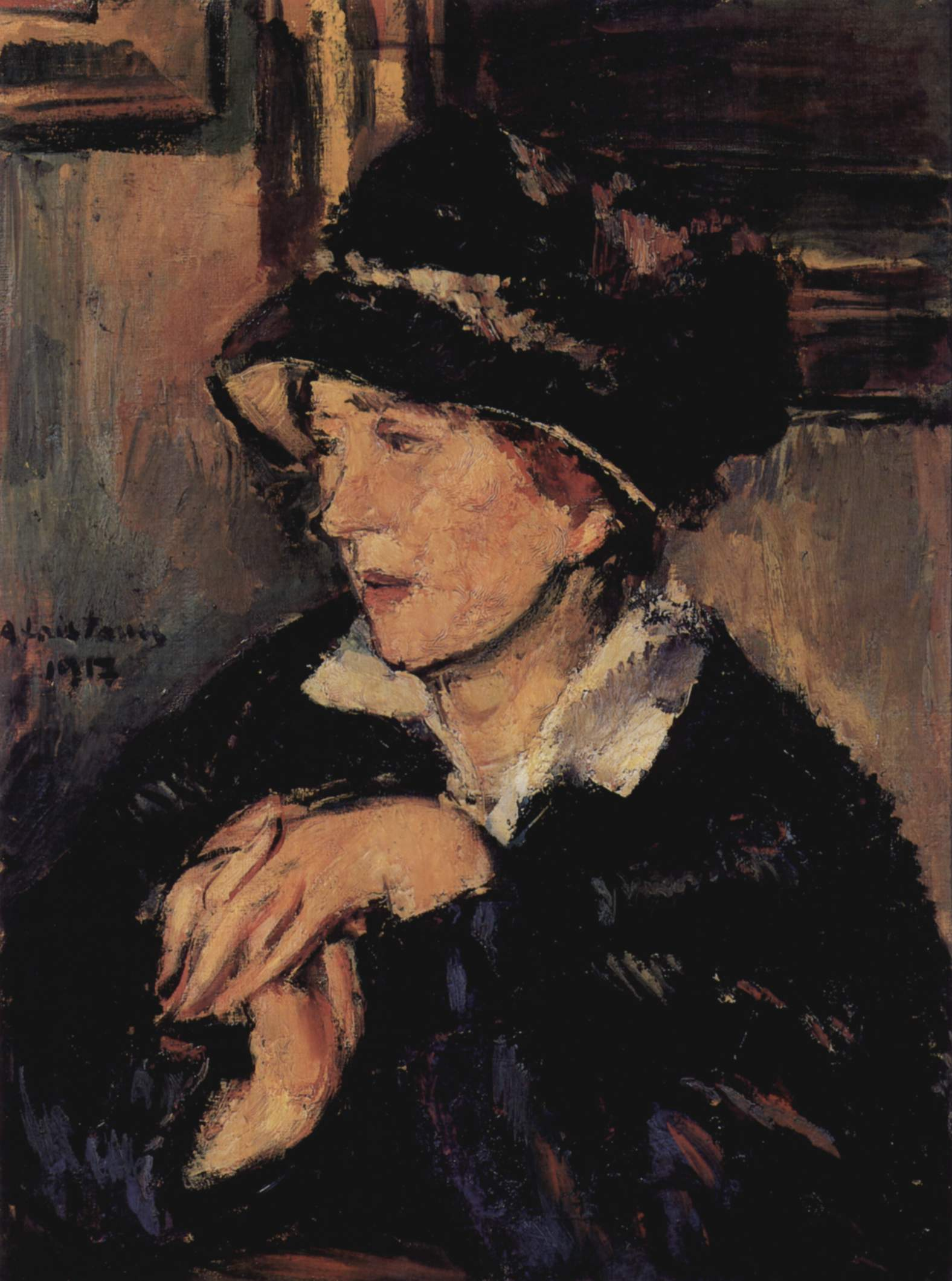
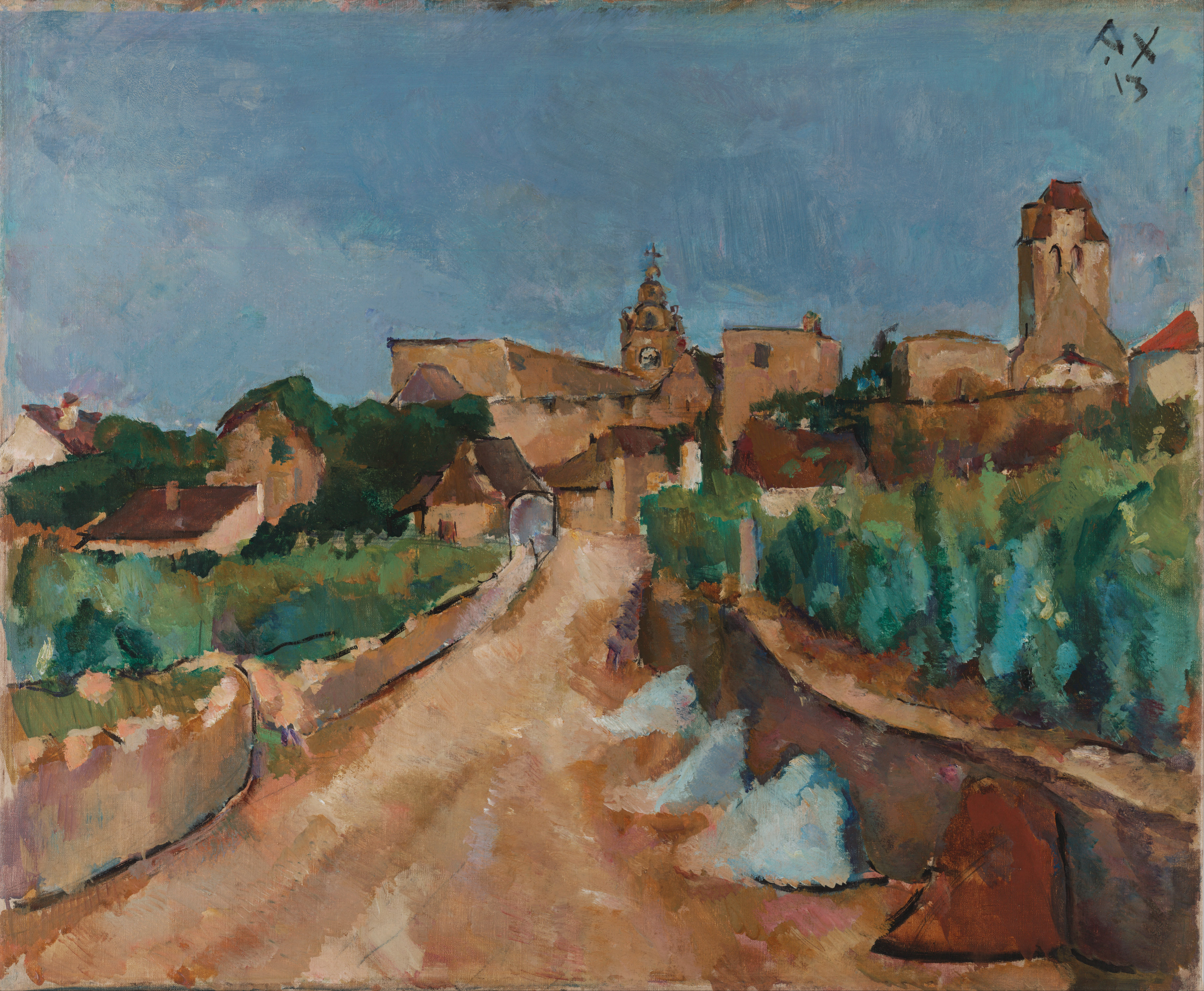
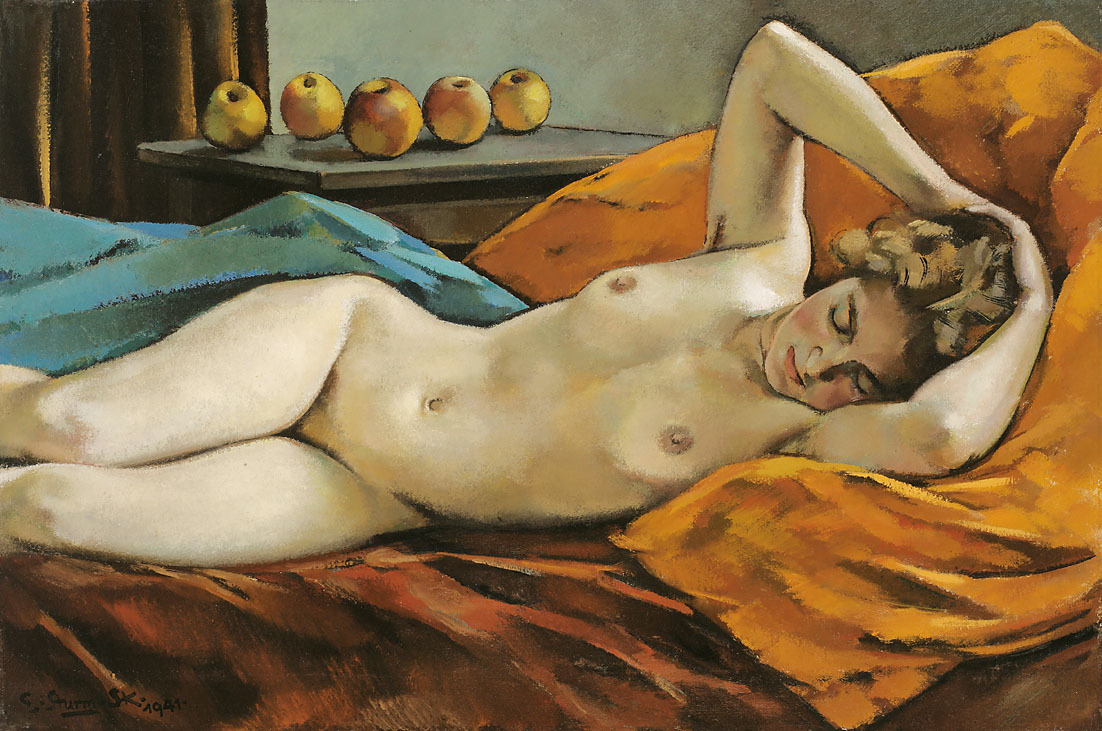
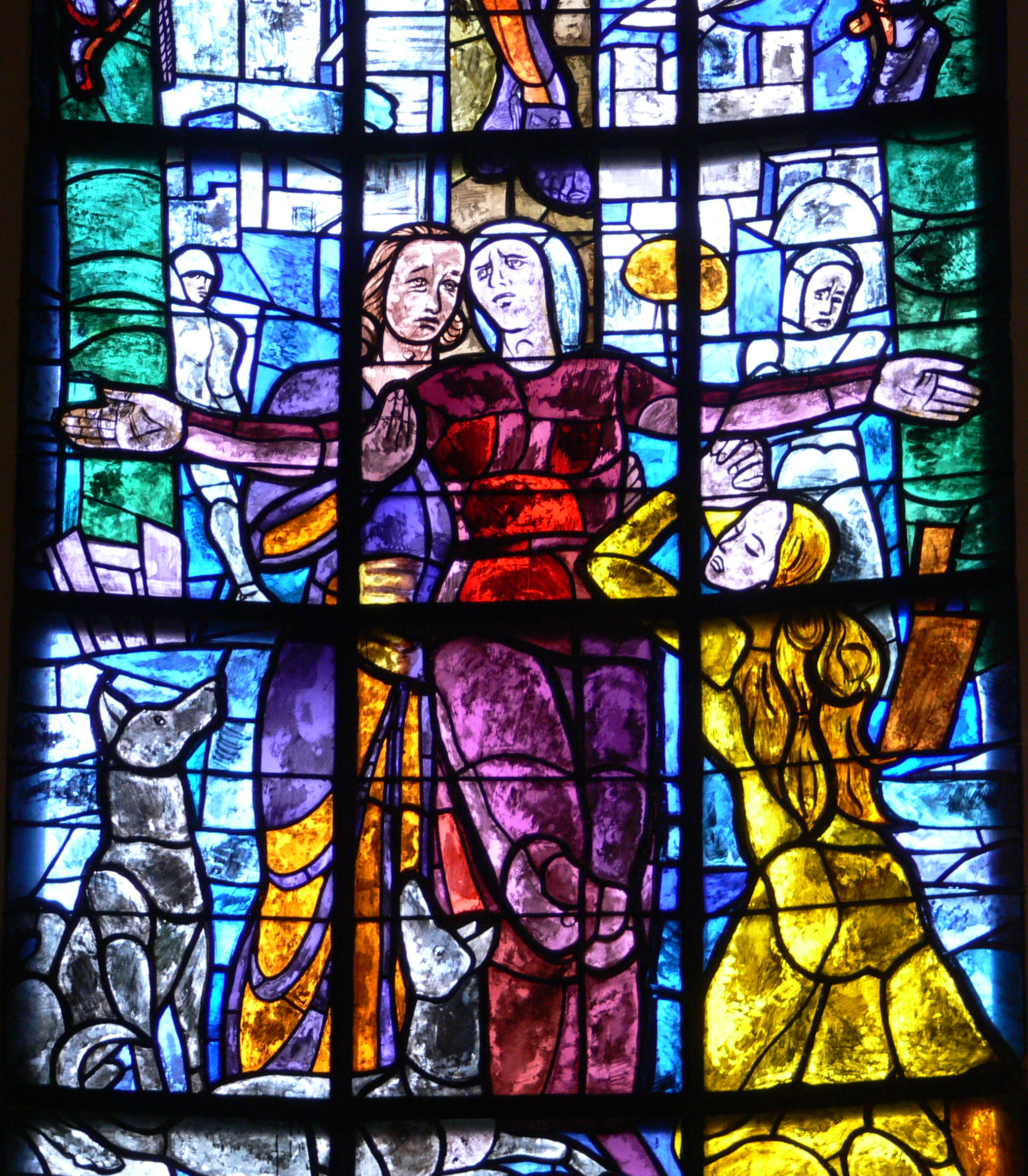